# Serviteurs missionnaires de la Très Sainte Trinité
Les serviteurs missionnaires de la Très Sainte Trinité (en latin Congregatio Missionariorum Servorum Sanctissimae Trinitatis) sont une congrégation cléricale de droit pontifical.

## Historique
Le 11 avril 1909, lors d'une réunion à Brooklyn, six femmes répondent à l'appel du Père Thomas Augustin Judge (1868-1933) de la congrégation de la Mission, pour aider les prêtres dans leur travail, en particulier dans le service aux communautés de migrants. Au cours des années suivantes, d'autres femmes et hommes deviennent membres de ce groupement plus tard reconnu par l'Église sous le nom d'apostolat du cénacle missionnaire.
En 1916, le Père Judge est nommé supérieur de son institut à Opelika (Alabama). Quelques hommes et femmes de la fraternité le suivent et ouvrent une école et une clinique médicale, certains membres commencent à mener la vie communautaire et le 22 janvier 1921, Mgr Edward Allen, évêque de Mobile approuve formellement leur mode de vie. Thomas Toolen, successeur d'Allen, érige la communauté de droit diocésain le 29 avril 1929, l'institut reçoit le décret de louange le 24 avril 1958.

## Activités et diffusion
Ils sont particulièrement voués à la promotion sociale.
Ils sont présents aux États-Unis, en Colombie, au Costa Rica, au Mexique et à Porto Rico.
La maison-mère est à Silver Spring.
Au 31 décembre 2005, l'institut comptait 36 maisons et 143 membres dont 90 prêtres.